# Maksim Sozontovič Berezovskij
Maksim Sozontovič Berezovskij (in russo Максим Созонтович Березовский?; in ucraino Максим Созонтович Березовський?, Maksym Sozontovyč Berezovs'kyj; Hluchiv, 27 ottobre 1745, 16 ottobre del calendario giuliano – San Pietroburgo, 3 aprile 1777, 22 marzo del calendario giuliano) è stato un compositore, cantante lirico e violinista ucraino, uno dei principali musicisti della sua epoca nell'Impero zarista e una delle figure di spicco della musica classica e del canto corale ucraino..
Vissuto nell'Impero russo e attivo alla corte imperiale di San Pietroburgo, per questo è talvolta indicato come "russo", "ucraino-russo", o "piccolo-russo".
I suoi lavori più popolari sono i corali sacri scritti per la Chiesa ortodossa russa, dei quali solo 3 su 18 sono ad oggi noti. Si era sempre ritenuto che il primo compositore ucraino di musica sinfonica fosse stato Dmitrij Bortnjanskij, fino a che non venne scoperta nel 2002 una sinfonia in do maggiore di Berezovskij nella Biblioteca apostolica vaticana, composta tra il 1770 e il 1772.

## Biografia
Non molto si sa della vita di Berezovskij. La sua biografia fu ricostruita da Nestor Kukol'nik in una piccola novella nel 1840, e messa in scena da Pëtr Smirnov al teatro Aleksandrinskij di San Pietroburgo. Molti particolari di questo lavoro si rivelarono non essere attendibili.
Berezovskij compì probabilmente i primi studi presso l'accademia Mohyliana di Kiev. Il 29 giugno 1758 fu accettato come cantante nella cappella di Pietro III a Oranienbaum (oggi Lomonosov), vicino a San Pietroburgo. Berezovskij cantò nelle opere italiane ed il suo nome appare tra i cantanti di Alessandro nell'Indie di Francesco Araja e La Semiramide riconosciuta di Vincenzo Manfredini, rappresentate a Oranienbaum rispettivamente nel 1759 e nel 1760.
Nel 1762 entrò nel coro della Cappella Italiana del Palazzo Imperiale a San Pietroburgo, dove studiò sotto la guida del cantante N. Garani, del direttore di cappella Francesco Zoppis e probabilmente anche con Vincenzo Manfredini e Baldassare Galuppi. Continuò con l'attività di compositore e musicista a corte ancora per qualche anno.
Nel 1763 sposò Franzina Uberscher (nota anche come Francisca Iberchere), una laureanda della scuola teatrale di Oranienbaum.
Berezovskij si recò in Italia nella primavera del 1769 per perfezionarsi dal celebre Padre Martini all'Accademia Filarmonica di Bologna. In collaborazione con Josef Mysliveček (allora anch'egli laureando presso l'Accademia) superò l'esame, che consisteva nello scrivere una composizione polifonica su tema dato. Una simile prova era stata data anche a Wolfgang Amadeus Mozart qualche mese prima. Il pezzo a quattro voci composto da Berezovskij fu conservato nell'archivio dell'Accademia. Il 15 maggio 1771 diventò membro dell'Accademia Filarmonica.
Nel febbraio del 1773 rappresentò a Livorno la sua unica opera lirica, Demofoonte, su libretto di Pietro Metastasio.
Tornò nell'ottobre dello stesso anno a San Pietroburgo, dove fu nominato maestro di cappella della Cappella Imperiale. Qui entrò in conflitto con Giuseppe Sarti perché voleva liberarsi dalla sua tutela. Questo però gli costò la perdita della protezione del principe Grigorij Aleksandrovič Potëmkin; disperato, Berezovskij perdette la ragione e nel 1777 si suicidò.